# Alcôrrego
Alcôrrego is een plaats (freguesia) in de Portugese gemeente Avis en telt 427 inwoners (2001).